# Federico Álvarez de Toledo Bedoya
Federico Álvarez de Toledo Bedoya (Buenos Aires, 10 de mayo de 1826 – Buenos Aires, 16 de agosto de 1923) fue un estanciero y político argentino, y el miembro más joven de la Comisión Fundadora de Saladillo.

## Biografía
Federico Álvarez de Toledo Bedoya nació en Buenos Aires el día 10 de mayo de 1826, era hijo de Luciano Álvarez de Toledo y estaba vinculado a la nobleza española ya que su familia era descendiente de la Casa de Álvarez de Toledo. 
Durante su juventud pasó largas temporadas en Francia, país por el que sentía una alta admiración, símbolo de la “civilización”, cuyo modelo –según él- debería imitarse en Buenos Aires. Llegó a adquirir una finca en las afueras de Burdeos y su esposa,  María Antonieta Faix Salesse, era francesa.
Pero sus ideas estaban lejos de poder concretarse. El gobernador de la Provincia de Buenos Aires, Juan Manuel de Rosas, era partidario de un modelo de país al que sus opositores calificaron como de “barbarie” y resistía las pretensiones de injerencia de los franceses en el Río de la Plata.
Estas circunstancias políticas, obligaron al joven Federico a exiliarse en Chile en 1849, haciéndolo por barco en una travesía peligrosísima pasando por el Cabo de Hornos, soportando fuertes temporales durante su accidentada navegación que demandó 64 días. En Chile permaneció 5 años trabajando en la casa de comercio de Juan Crisóstomo José de Sarratea y allí se vinculó con Domingo Faustino Sarmiento, entablando una duradera amistad. Fue de los argentinos que desde el país transandino, junto con Sarmiento y otros exilados, cooperaron a la caída del gobierno de Rosas.
Luego de la caída del rosismo, Federico Álvarez de Toledo regresó a la Argentina, esta vez cruzando la Cordillera de los Andes, y en la mitad del trayecto fue abandonado por sus compañeros de viaje al darlo por perdido ya que había contraído la viruela. Fue recogido y atendido por indios quienes –según su relato- le pinchaban las lesiones con plumas, no quedándole ninguna cicatriz; una vez curado continúo su viaje hasta llegar a Buenos Aires.
Ya radicado nuevamente en su país natal reanudó sus actividades alcanzando una cómoda situación financiera que le permitió dedicarse a las tareas rurales. Adquirió, el 17 de enero de 1861, junto a Jorge Atucha y Lauro Galíndez, la estancia “Tres Bonetes”, que pertenecía al doctor Andrés Dick (quién se la había comprado a Juan Manuel de Rosas en 1840). Posteriormente Galíndez le vendió su parte de las casi 29.000 hectáreas luego que un malón se llevara cautiva a su esposa, hija y suegra. Galíndez, luego de dos años, logró en un canje con los indios recuperar a su hija y a su suegra pero nunca a su esposa. Atucha también le vendió su parte, quedando toda la estancia en propiedad de don Federico Álvarez de Toledo. 
En 1894 decidió cambiar la ubicación del casco que, desde los tiempos del inglés Dick estaba situado sobre la costa del arroyo de Las flores casi sobre los límites del campo. Para facilitar la administración de la estancia lo acercó a Saladillo estableciéndolo en una lomada casi al centro de las 28.980 hectáreas. Al nuevo casco de su estancia lo denominó, en honor a su mujer, “María Antonieta”. Fue el paisajista francés Carlos Thays quién le diseñó la parquización del nuevo casco. Una fracción de aquella estancia es la “María Antonieta”, la que aún conservan parte de sus descendientes.
Álvarez de Toledo había comprado una isla en El Tigre y de regreso a Buenos Aires, después de la caída de Rosas en la batalla de Caseros, Sarmiento manifestó su deseo de tener una propiedad también él en El Tigre. Don Federico decidió entonces obsequiarle esa casa a su amigo. Allí Sarmiento vivió largo tiempo y posteriormente se convirtió en la Casa Museo Sarmiento, que se conserva protegida por un vidriado.
En la faz política, Federico Álvarez de Toledo fue un hombre que se destacó por su actuación tanto durante las Presidencias históricas como también durante la Generación del Ochenta. Fue elegido diputado en 1858, y luego en 1874; Director del Banco de la Provincia de Buenos Aires, del Ferrocarril Oeste de Buenos Aires, que por entonces era propiedad de la provincia de Buenos Aires. 
Fue uno de los fundadores de la Sociedad Rural Argentina. Hacia el año 1860, por haber adquirido campos en el Partido de Saladillo, y en su calidad de vecino expectable, integró las dos comisiones fundadoras, de las que fue el miembro más joven y precisamente por ser el más joven tuvo el honor ser el responsable de la colocación de la piedra fundacional de Saladillo. No existe obra importante de la primera época de Saladillo a la que no esté vinculado su nombre, prestando el calor de su entusiasmo y la energía de su acción al progreso de Saladillo. Fue la suya una vida útil, fecunda y dilatada, siendo el último sobreviviente de los hombres que actuaron en primera fila en los tiempos de la fundación. 
Falleció en la ciudad de Buenos Aires, el día 16 de agosto de 1923, a la edad de 97 años.